# 고모라
고모라(영어: Gomorrah)는 구약성서 중 창세기에 나오는 지명이다. '침몰'이라는 뜻을 가지고 있다. 
요르단 골짜기에 있던 것으로 추정되는 다섯 도시(소돔, 고모라, 아드마, 스보임, 소알) 중 하나로서 크게 번영했던 것으로 여겨진다. 성경의 기록에 의하면, 도덕적 퇴폐가 극에 달하였고 하늘에서 내린 유황 불비로 멸망하였다.
이후 하나님께 범죄하다가 불심판당한 도시의 대명사가 되었다.

## 참조
1. ↑  “개역한글판/창세기 19:24~25”.
2. ↑  〈고모라〉. 《라이프성경사전》. 가스펠서브. 2021년 3월 8일에 확인함.

## 같이 보기
- 소돔